# すくうるでいず
『すくうるでいず』は、美村あきのによる日本の漫画。『別冊少女フレンド』（講談社）にて、1980年2月号から1981年7月号にかけて連載された。単行本は別フレKCより全4巻。作者の代表作の1つ。
連載中、作者は中高時代の夢をよく見たという。

## あらすじ
竹原友見は3人姉妹の2番目の、アニメーション好きな高校受験生で、ぶしこ・拓坊の２人と幼馴染みであった。3人で受験する英林高校の見学に行ったおりに、サッカー部のエースストライカーである荻島のプレイを見て、ともに英林高校を受験することを決心する。3人揃って何とか合格するが、中学卒業式の日に、友見は拓坊から恋の告白を受ける。しかし、友見はそれを拓坊の冗談と受け取ってしまい、その光景を影から見ていたぶしこは友見に腹を立ててしまう。
英林入学後、3人はクラスが別々になり、拓坊はサッカー部に入部し、ぶしこは上記の事情により、ともに友見と疎遠になる。孤立感にさいなまれる友見だが、持ち前の明るさと優しさでクラスメイトの仲川由子、武原誠らと仲良くなり、また荻島とも晴れて両思いになる。姉の失恋、アニメ同好会の設立、そして母子家庭でエースストライカーとしての荻島の苦悩などを通して、幼かった友見の精神にも変化が訪れる。

## 登場人物
竹原友見（たけはら ゆみ）
主人公で中学3年生→高校1年生。お調子ものではあるが、明るい、優しい性格。アニメーションのキャラクターのジョシュアに恋していた。高校受験に関してはお気楽な姿勢でいたため、父親から失敗したら丁稚奉公に出すと脅迫される。見学に行った英林高校の荻島のサッカーのプレイに魅了され、受験に真剣に取り組むようになる。同級生の和田にも恋していたが、バレンタインデーの際に振られ、落ち込んでしまう。そんな友見を励まそうとし、長年の思いを告げた拓坊の告白を冗談と受け流してしまい、後々までぶしこに恨まれる結果となる。
高校に入り、晴れて荻島と交際するようになり、クラスで孤立していた仲川由子・武原誠と仲良くなることで、高校生活を楽しむようになる。同時に自分が周りをよく見ていなかったことを反省する。妹のすすめで高校にアニメ同好会を設立し、また荻島が姉と親しかったことを知り、それまで経験したことのなかった感情にも気づく。
荻島の故障に際し、心から心配し、今我慢することがどうしてできないのか、と詰問する。その言葉に目を覚ました荻島を見て安堵するのだが、ある悲劇が起こる。
作者曰く、友見はある意味で自分の理想であり、無味乾燥とした高校時代を送ったため、なぜ友見のように言うことができなかったのか、とうらやましく思ったという。
剣持拓郎（けんもち たくろう）/拓坊
友見の幼馴染みで中学3年生→高校1年生。根っからのサッカー少年であるが、低身長で短足であることを友見に揶揄されている。中学卒業式の日に友見に告白するが、拓郎のことを幼馴染みとしてしか認識していなかった友見に冗談扱いされてしまい、内心かなり落ち込み、高校入学後、自分のことを気安く拓坊と呼ぶなと怒る。しかし、その後「拓坊は拓坊」という友見の一言で友人関係を復活させている。一方で、ぶしこの自分への思いに気づいていなかった。
荻島に憧れて英林を受験し、サッカー部に晴れて入部する。友見と荻島がつきあうようになってからも、荻島への尊敬の念は変わらず、荻島の遭難に際して集まってきたマスコミへの不快感をあらわにしている。
傷心状態の友見のことを心から気遣い、そこから立ち直ろうとする友見の力強さに敬服するのだが、ぶしこを大事にしていないと友見から詰問され、激怒している。荻島が抜けた後のサッカーの試合後、改めて友見に告白する。
関根芙士子（せきね ふじこ）/ぶしこ
同じく友見の幼馴染みで中学3年生→高校1年生。クラスは別々だったことが多いが、友見の無二の親友であった。3人の中で一番の優等生。ただ友見が拓坊のことを揶揄していたのには少しだけ不快感を示していた。中学卒業式の際の拓坊の告白を影から聞いており、冗談と笑った友見に立腹している。その後、何かと友見に辛く当たるようになり、荻島が友見を庇って頭をうった際にも友見の不安をあおるような言葉を吐き、荻島と友見の姉、茅子が同級生で親しかったことでも友見に誤解を与えるような忠告をする。友見とは違って、英林サッカー部のマネージャーの一人になることができ、拓坊に弁当を作って持参するようになるが、拓坊からは恋人として認識されておらず、荻島と友見がうまくいった際にも喜ぶことができず、自分も拓坊と同じく片思いをしていると叫んでしまう。
荻島の遭難の際には、友見に同情し、自分のことをまだ友達と思ってくれているのだろうかと心から心配する。また、演劇部長、大野の友見への無神経な一言に激怒するが、逆に友見から自分のことをかわいそがるなと返されてしまう。
拓坊が友見に再度告白した後、拓坊への思いを友見に告げ、自分の非礼を詫びた。
荻島耕介（おぎしま こうすけ）
英林高校の3年生。サッカー部キャプテンで、エースストライカー。高校見学の時に彼のサッカープレイを見て、拓坊・友見ら3人は英林への受験を決めている。ぶしこからはケンペスを彷彿させると評されている。
英林入学後、拓坊ともぶしことも離れてしまい、寂しがっている友見を励まし、その素朴さと明るさに魅力を感じ、好きになってしまう。その後の友見との交際は順調に進むが、離婚して母子家庭で働いている母親のために実業団のサッカーチームに入団するか、大学へ進学するかで悩み、友見にエースストライカーの自分を立派に見せようとして焦ることにもなる。友見の姉、茅子と同級生で、過去に幼い頃の友見に会ったこともある。
茅子のことで誤解した友見と喧嘩中のサッカーの試合で左膝に怪我を負うが、友見を安心させようと無理をして決勝戦に出場し、足へのダメージが取り返しのつかないものになる。そのことで腐り、友見に八つ当りをするが、逆に友見から叱咤され、立ち直るべく父親との思い出のある乗鞍岳へ登山する。
作者はこの時の荻島の処遇について、当時からかなり悩まされたという。
仲川由子（なかがわ よしこ）
英林高校に入学してから知り合った、友見の親友。同じ1年2組。その一見冷たい、優等生然とした素直でない性格や態度からクラス内で孤立しており、友見のことも初めはばかにしていたが、友見の明るさや優しさに触れ、次第に心を通わすようになる。ぶしこから避けられていた友見にとって、荻島のことについての良き相談相手だった。友見のアニメ同好会にも参加している。武原から友見を庇って顔に傷をつけているが、内心では武原に惹かれており、そのことで友見からからかわれてもいる。
武原誠（たけはら まこと）
友見のクラスメイトだが、1年留年している。暴走族のリーダー。欠席中に、友見から冗談で結婚すれば名字が変わらなくてすむと言われたのを又聞きして、友見に絡んでくるが、次第にその明るさ、無邪気さに魅力を感じるようになる。仲川由子同様、クラスで浮いていた存在だったが、友見のおかげでクラスに馴染むようになる。林間学校中に担任を誘惑してもいる。
傷心中の友見をバイクに乗せて、気晴らしをさせてもいる。また絵がうまいという意外な才能があり、当初は乗り気ではなかったアニメ同好会の活動で、仲川由子に説得され、友見のために尽力する。
森川（もりかわ）
英林サッカー部のマネージャー。荻島の同級生。姐御肌の性格。当初は友見の存在が荻島のサッカープレイの障害になると、友見を荻島から遠ざけようとしていたが、恋とサッカーを一緒にはしないという荻島の言葉を聞き、自分の荻島への思いを秘めたまま、二人を応援するようになる。演劇部長、大野とも中学時代からの友人だった。
竹原茅子（たけはら かやこ）
友見の姉で高校3年生。友見のことをアニメおたくとばかにしているが、意外とのりやすい性格でもある。大学生の恋人と交際していたが、振られてしまう。荻島の小学校時代の同級生で初恋の人でもあった。妹の彼氏を取るようなことはしない、と友見と荻島の間を応援する。
竹原真理（たけはら まり）
友見の妹で中学2年生。同じくアニメファン。2歳年上の彼氏がおり、奇しくも英林高校の1年2組で、友見のクラスメイトだった。ジョシュアのアニメを最後まで見ており、友見にアニメ同好会を設立させるきっかけを作った。荻島の遭難の際には姉の気持ちを真っ先に理解している。
大野（おおの）
英林高校3年生で、演劇部の部長。文化祭でのアニメ同好会のスライドにおける友見のアフレコを聞き、演劇部への入部を勧誘する。荻島、森川と旧知の仲。
和田（わだ）
友見の中学時代の片思いの相手。友見はバレンタインデーにチョコレートを渡そうとするが、友見の真剣さに受け取りを拒否する。

## 補足
- 連載を開始するに当たって「とにかくわけもなく、明るく元気で、何も考えていない女の子を主人公に」という指示があったため、作者自身が友見のキャラクターがまるで理解できず、半分はやけくその気持ちで始めてしまった連載であったが、読者の反応もよく、友見のキャラクターが動き出し、そんな彼女の姿が少し哀れに思えて来た頃から、「すくうるでいず」の世界が見え始めて来たのだという[8]。
- なぜサッカーを題材に選んだのか、というと、作者が育った土地が野球よりもサッカーの盛んなところで、作者自身はサッカーのことをよく知らなかったが、漫画で恰好の良い男子を登場させようと思ったら、サッカーしか思い浮かばなかったという[9]。
- 担当の言葉に従って、荻島の運命を決定してから、荻島が毎夜夢に現れるようになり、夢を見つづけているうちに、作者は彼のために祈り続けるようになった、という[10]。

## 書誌情報
- 美村あきの 『すくうるでいず』 講談社〈別冊フレンドKC〉B6判、全4巻、電子書籍版あり。
  1. 1980年8月18日発売[11]、ISBN 978-4-06-106509-3 ASIN B07F84Y12B
  2. 1980年11月13日発売[12]、ISBN 978-4-06-106515-4 ASIN B07F7ZM73D
  3. 1981年3月12日発売[13]、ISBN 978-4-06-106523-9 ASIN B07F7ZJR1T
  4. 1981年10月9日発売[14]、ISBN 978-4-06-106536-9 ASIN B07F7YR5HS
- 美村あきの 『すくうるでいず』 講談社〈KCデラックス〉新書判、全4巻
  1. 1994年7月19日発売[15]、ISBN 978-4-06-319502-6
  2. 1994年7月19日発売[16]、ISBN 978-4-06-319503-3
  3. 1994年8月5日発売[17]、ISBN 978-4-06-319518-7
  4. 1994年8月5日発売[18]、ISBN 978-4-06-319519-4
- 美村あきの 『すくうるでいず』 講談社〈KCDX〉変型判、全4巻
（※実質上は全3巻で、第4巻は 外伝『放課後の時間割』を収録）
  1. 1998年3月11日発行[19]、ISBN 978-4-06-319908-6
  2. 1998年3月11日発行[20]、ISBN 978-4-06-319909-3
  3. 1998年3月11日発行[21]、ISBN 978-4-06-319910-9
  4. 1998年3月11日発行[22]、ISBN 978-4-06-319911-6

## イメージソング
1980年、レコードレーベル「イーストワールド」（東芝EMI、現・EMIミュージック・ジャパン）から本作のイメージソングが発売された。担当歌手は、かつてザ・バーズに所属していた谷川のり子。
EPレコード 型番：EWS-17043
A面「すくうるでいず」EWS-17043
作詞 - 美村あきの、小林和子 / 作曲 - 小田裕一郎 / 編曲 - 信田かずお / 歌 - 谷川のり子
B面「ときめき色の季節」
作詞 - 上野真由子 / 作曲 - 小田裕一郎 / 編曲 - 信田かずお / 歌 - 谷川のり子